# TeenAngels 3
TeenAngels 3 è il terzo album in studio del gruppo musicale argentino TeenAngels, pubblicato il 7 aprile 2009.
L'album è stato in gran parte prodotto da Cris Morena, creatrice della telenovela. Vi sono anche delle partecipazioni speciali da parte di Emilia Attias, Mariano Torre, e il gruppo Man (Pablo Martínez, Rocío Igarzábal, María del Cerro, Candela Vetrano e Agustín Sierra).
Nella sua prima settimana di vendite diviene disco d'oro e in seguito dopo un mese disco di platino. Il disco contiene la nuova hit Que nos volvamos a ver, che giorni prima aveva fatto il giro delle radio del paese.

## Tracce
1. TeenAngels – Que nos volvamos a ver – 3:08 (Cris Morena, Fernando López Rossi e Pablo Durand)
2. TeenAngels – Quién – 3:01 (Cris Morena, Fernando López Rossi e Pablo Durand)
3. China Suárez – Te perdí – 4:02 (Cris Morena, Fernando López Rossi e Pablo Durand)
4. TeenAngels e Emilia Attias – Cuál – 3:39 (Cris Morena, Fernando López Rossi e Pablo Durand)
5. Peter Lanzani – Una vez más – 3:41 (Cris Morena, Fernando López Rossi e Pablo Durand)
6. TeenAngels – Hoy – 2:57 (Cris Morena, Fernando López Rossi e Pablo Durand)
7. TeenAngels – Vuelvo a casa – 3:38 (Cris Morena, Fernando López Rossi e Pablo Durand)
8. Gastón Dalmau – Pensando en vos – 3:28 (Cris Morena, Fernando López Rossi e Pablo Durand)
9. Man (Pablo Martínez, Rocío Igarzábal, María del Cerro, Candela Vetrano e Agustín Sierra) – Un día más – 3:22 (Cris Morena, Fernando López Rossi e Pablo Durand)
10. Emilia Attias e Mariano Torre – Cuando llegue tu amor – 4:17 (Cris Morena, Fernando López Rossi e Pablo Durand)
11. Teen Angels – Salvar la paz – 3:48 (Cris Morena, Fernando López Rossi e Pablo Durand)
12. Lali Espósito – Siento – 3:19 (Cris Morena, Fernando López Rossi e Pablo Durand)
13. TeenAngels e Emilia Attias – Por el sí – 3:42 (Cris Morena, Fernando López Rossi e Pablo Durand)
14. Pablo Martínez – Casi un sueño – 3:05 (Cris Morena, Fernando López Rossi, Pablo Durand e Mariela Perticari)

## Formazione
Gruppo
- Peter Lanzani – voce
- Lali Espósito – voce
- China Suárez – voce
- Gastón Dalmau – voce
- Nicolás Riera – voce

Con la partecipazione di
- Emilia Attias – voce
- Mariano Torre – voce
- Pablo Martínez – voce
- Rocío Igarzábal – voce
- María del Cerro – voce
- Candela Vetrano – voce
- Agustín Sierra – voce